# Drogheda (hudební skupina)
Drogheda je americká grind/death metalová kapela založená v roce 1992 v Akronu ve státě Ohio. Za jejím vznikem stojí kytarista Buddy Mitchell. První demo vyšlo v roce 1992 a zaujalo americkou vydavatelskou firmu Wild Rags Records. Toto demo bylo v roce 1994 vydáno na CD společně s další demonahrávkou Unearthly pod názvem Drogheda.

Debutní studiové album vyšlo roku 1995 a nese název Pogromist.

## Diskografie

### Demo nahrávky
- Demo 1992 (1992)
- Unearthly (1993)
- Kill Extremist (1995)
- A Celebration of Violence (1997)

### Alba
- Pogromist (1995)
- Agents of Primordial Creation and Ultimate Destruction (1998)
- Thug Anarchitect (2011)[2]

### Kompilace
- Drogheda (1994)
- Celebrating Five Years of Violence (1997)[1]

+ několik split nahrávek